# Мясной Бор
Мясно́й Бор — деревня в Новгородском муниципальном районе Новгородской области, относится к Трубичинскому сельскому поселению.
Расположена на федеральной автомобильной дороге «Россия» М10 (E 105) между Спасской Полистью и Подберезьем. Восточнее деревни берёт начало река Питьба — левый приток Волхова.

## История
Первое упоминание о деревне относится к 1499—1500 годам, когда в Петровском на Волхове погосте Водской пятины описана деревня Боръ с несколькими дворами, ранее принадлежавшая Фроловским попам с Легощы улицы.
В 1788 году деревня называлась Мясной Бор. Примерно в это время деревня перешла во владение помещиков Обольяниновых. С 1800 по 1818 годы владелицей Антониевского погоста Троицкой выставки села Захарьина с деревнями в число которых входил и Мясной Бор была действительная статская советница Елизавета Ивановна Обольянинова — жена новгородского губернатора Степана Фёдоровича Обольянинова. Согласно ревизской сказке 1811 года мужское население деревни Мясной Бор насчитывало 22 души. Последним частным владельцем обширных земель в более чем 7000 десятин, на которых помимо деревни Мясной Бор располагались село Захарьино с селом Петровским, деревни Мостки, Любино Поле, Германово, Глинка, был генерал-майор Степан Александрович Обольянинов.
После отмены крепостного права (1861) в деревне было создано Мясноборское сельское общество. Деревня насчитывала 25 крестьянских дворов в которых проживало около 150 жителей обоего пола. Имелась часовня, мелочная лавка и питейный дом. Территориально относилась ко II стану Подберезской волости Новгородского уезда. Жители приписаны к Захарьинскому приходу (село Захарьино в 8 верстах) Троицкой Захарьинской церкви (церковь Троицы живоначальной) и Антониевской церкви (церковь преподобного Антония великого). Основными занятиями жителей деревни была возка дров и камня. Некоторые уходили в чернорабочие. Ближайшей школой являлась захарьинская церковно-приходская. До 1909 года в Мясном Бору была открыта своя земская одноклассная школа. Закон Божий с 1909 года преподавал священник захарьинской церкви Михаил Жемчужин. Учительница Мария Юревич в школе с 1915 года. Учеников 30 человек.
1919 год — Январь, сельским комитетом деревенской бедноты собран сход. Присутствовали 23 домохозяина. Избраны председатель сельсовета Яков Яковлев и двое его помощников Василий Алексеев Хабаров и Василий Тимофеев Котов. В течение года сходы собирались регулярно. Присутствовало до 34 домохозяев. Председатели выбирались на срок 2 месяца. В числе избранных: Трофим Михайлов Корнецков, Михаил Бахвалов, Михаил Медведев, Семен и Андрей Хабаровы. Жителей около 200 человек, из них чуть менее половины — дети в возрасте до 15 лет. Работает Мясно-Борская народная школа. В школе — три отделения, 28 учеников и 1 учитель. Учитель — Мария Юревич. 1919/1920 учебный год — учитель Ильинская Елена Васильевна, 19 л., девица, Новгородская женская гимназия, стаж работы 1 год.
1920 год — жителей 138 человек. Учащихся в школе 40 человек. Учитель — Н. Н. Громова. Председатель сельского общества Алексей Баринов. На документах печать комитета бедноты.
1923 год — председатель сельсовета Хабаров.
1926 год — Мясной Бор вошёл в состав Любецкого сельсовета Подберезской волости. Василий Баринов член Любецкого сельсовета.
1927 год — 43 хозяйства, из них: бедняцких — 29, середняцких — 8, зажиточных — 6.
1931 год апрель — создан колхоз Красный Бор, председатель колхоза и член с/с Бахвалов И..
1933 год — в колхозе 51 хозяйство. Правление колхоза: Морозов(председатель, середняк), Корнецкий Андрей(середняк), Корнецкий Семен(бедняк), Петров Василий(середняк), Кабанов Николай(бедняк). Выписка из протокола заседания правления 20/IX-1933 (присутствовали: председатель — Морозов, секретарь — Котов, чл.правления — Баринов А., Корнецкий С., рев.комиссия — Кабанов И., Назаров Ф., зав.фермой — Хабаров И., бригадиры — Хабаров А. Е., Баринов В., актив — Хабаров М., Назаров Павел, Медведев А., уполномоченный — Рыжиков Б., чл.правления — Корнецкий А., Михайлов Н.). Кулаки Кабанов, Назаров, Яковлев осуждены за развал и исключены из колхоза. Никитина — зав. МясноБорской школы.
1934 год — деревня насчитывала около 70 дворов.
1937 год — в колхозе 51 хозяйство.
1938 год — председатель колхоза Кононов.

### Великая Отечественная война

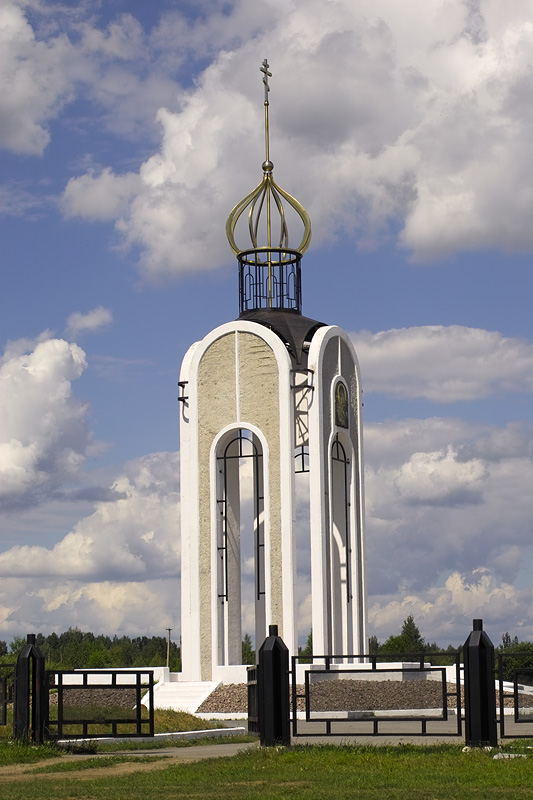
Мемориал погибшим в Мясном Бору

К 1941 году дворов оставалось около 40. В таком виде она и встретила нашествие оккупантов.
8 августа 1941 года немцы вошли в деревню. В течение 2 лет она неоднократно переходила из рук в руки и была практически стерта с лица земли. Уцелела лишь водонапорная башня из красного кирпича, и один дом. Жители, не успевшие эвакуироваться, жили в лесу в землянках, на месте разрушенного соляного склада зимой 1941—1942 собирали снег и употребляли для приготовления пищи. В 1943 году оставшиеся жители угнаны немцами в страны Балтии. Освобождена в январе 1944 года.
С января по апрель 1942 года велись многочисленные боевые действия в ходе Любанской наступательной операции.
В декабре 1941 года в болотах Мясного Бора тяжёлые потери понесла воевавшая на стороне гитлеровцев испанская Голубая дивизия.
В апреле 1942 года в районе Мясного Бора в окружение попала 2-я ударная армия Волховского фронта. В мае — июне 1942 года проводилась Операция по выводу из окружения 2-й ударной армии, в ходе которой в конце июня 1942 года при попытке прорвать окружение в сторону деревни погибло много советских солдат (в том числе пропал без вести заместитель командующего второй ударной армией генерал-майор Пётр Алферьев). 26 июня 1942 года в одной из контратак был тяжело ранен и взят в плен Герой Советского Союза Муса Джалиль. Всего в болотах возле деревни погибли тысячи советских, немецких и испанских солдат. В результате поисковых мероприятий ежегодно проводятся массовые перезахоронения останков сотен военнослужащих.

### После войны
В деревне построены мемориал и часовня в память о погибших в войне советских солдатах.
До апреля 2014 года деревня входила в состав ныне упразднённого Подберезского сельского поселения.